# Pieve dei Santi Ippolito e Cassiano (San Cassiano in Stratina)
La pieve dei Santi Ippolito e Cassiano è un edificio sacro che si trova in località San Cassiano in Stratino, nel comune di Caprese Michelangelo, in provincia di Arezzo.

## Storia e descrizione
Sebbene ricordata per la prima volta nel 1011, è probabilmente di origine paleocristiana. Indicativa è la sua ubicazione, non lontana dalla strada romana Arezzo-Rimini. È sorta come chiesa battesimale della prima comunità cristiana di Caprese; nel 1198 fu confermata all'abbazia di S. Maria di Dicciano. Nel XVI secolo è passata in commenda ai Benedettini di Firenze, che hanno goduto il beneficio fino al 1784. L'impianto, ristrutturato negli anni 1523-1526, è ad una sola navata con muratura a pietrame irregolare e con portale esterno rinascimentale sormontato da un occhio. Ai primi del Cinquecento risale la terracotta invetriata con la Madonna con Bambino incoronata da due angeli tra i Santi Ippolito e Cassiano realizzata da Santi Buglioni. All'interno della chiesa è conservato un fonte battesimale  del XVI secolo.